# Ołeksandr Kosyrin
Ołeksandr Mychajłowycz Kosyrin, ukr. Олександр Михайлович Косирін, ros. Александр Михайлович Косырин, Aleksandr Michajłowicz Kosyrin (ur. 18 czerwca 1977 w Zaporożu, Ukraińska SRR) – ukraiński piłkarz, grający na pozycji napastnika, reprezentant Ukrainy.

## Kariera piłkarska

### Kariera klubowa
Wychowanek DJuSSz Torpedo Zaporoże. Występował najpierw dwa sezony w drugoligowym klubie Wiktor Zaporoże, a następnie dwa sezony w Torpedo Zaporoże. W 1997 został zaproszony do Dynama Kijów. Jednak nie potrafił zagrać w podstawowej jedenastce Dynama, występował w drugiej i trzeciej drużynie (Dynamo-2 Kijów i Dynamo-2 Kijów). W 1998 został wypożyczony do FK Czerkasy. W 1999 został sprzedany do Maccabi Tel Awiw, jednak po roku wrócił do Ukrainy i podpisał kontrakt z CSKA Kijów. Po reorganizacji klubu w 2001 został piłkarzem Arsenału Kijów. W 2002 przeszedł do Czornomorca Odessa, w którym w pełni pokazał swoje strzeleckie umiejętności. W sezonie 2004/05 został najlepszym strzelcem Wyszczej Lihi. W 2005 zmienił klub na Metałurh Donieck, gdzie kontynuował zdobywanie bramek. 19 czerwca 2008 ponownie wrócił do Czornomorca Odessa podpisał 2-letni kontrakt z klubem. Po spadnięciu klubu do Pierwszej Lihi w lipcu 2010 postanowił zakończyć karierę piłkarską, jednak już w sierpniu podpisał nowy kontrakt z drugoligowym klubem Dnister Owidiopol, w którym występował do końca 2011 roku. Na początku 2012 przeniósł się do klubu Howerła-Zakarpattia Użhorod. 26 lutego 2013 roku otrzymał status wolnego agenta.

### Kariera reprezentacyjna
11 października 2003 zadebiutował w reprezentacji Ukrainy w spotkaniu towarzyskim z Macedonią zremisowanym 0:0. Łącznie rozegrał 7 gier reprezentacyjnych. Wcześniej bronił barw młodzieżówki.

## Sukcesy i odznaczenia

### Sukcesy klubowe
- mistrz Ukrainy: 1998

### Sukcesy indywidualne
- 1 marca 2005 Ołeksandr Kosyrin strzelił najszybszego gola – 8,9 s po rozpoczęciu meczu 16 kolejki pomiędzy Czornomorcem Odessa a Metalistem Charków (2:1)[6].

### Odznaczenia
- tytuł Mistrza Sportu Klasy Międzynarodowej: 2005[7]
- Medal „Za pracę i zwycięstwo”: 2006[8]